# Castell de Méan
El Castell de Méan és un castell construït al segle xvii a Saive, un nucli de la vila de Blegny, actualment a la província de Lieja de Bèlgica.

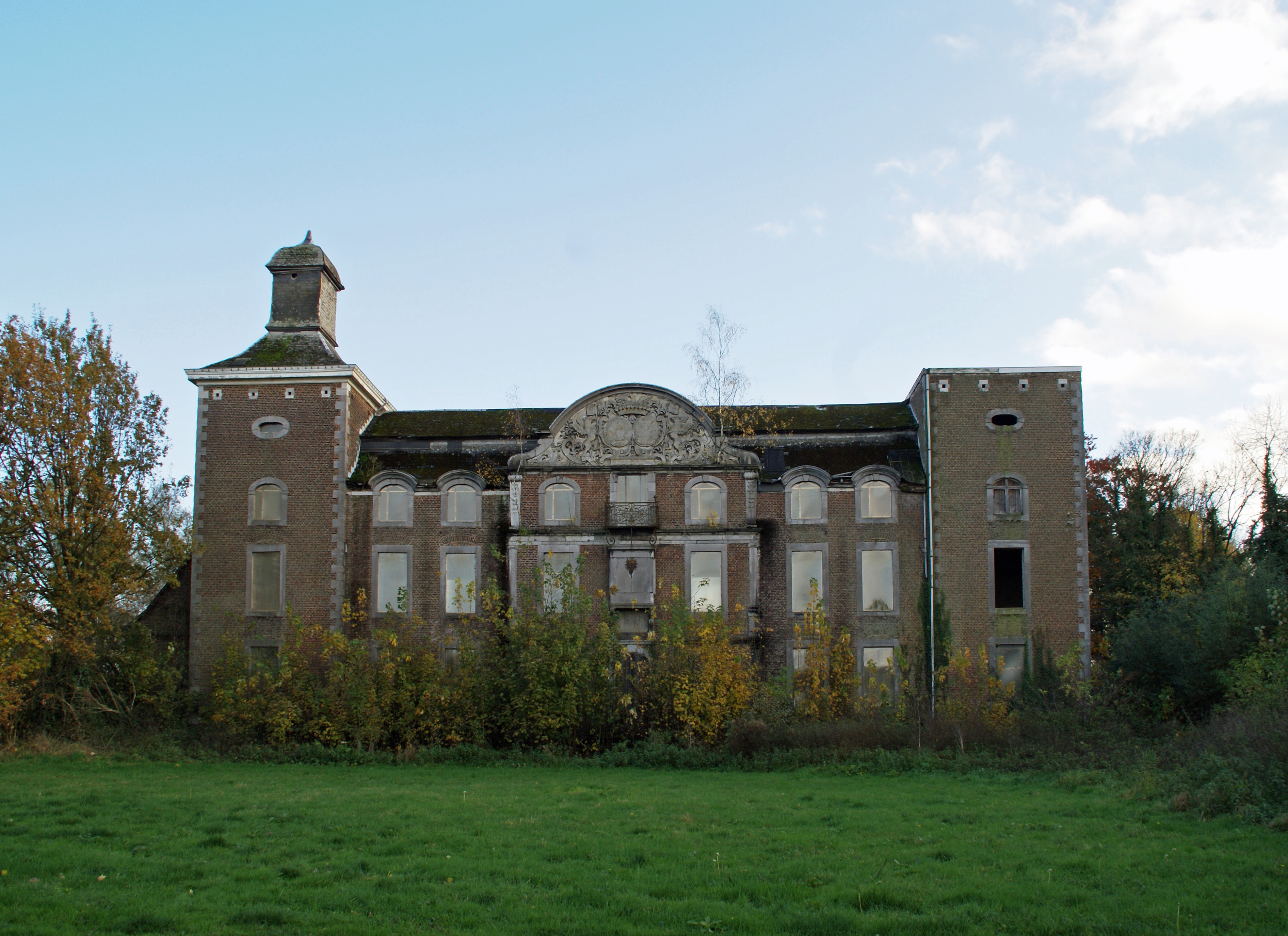
Castell de Méan
Façana principal el 2008

Al segle xvii, Pere de Méan, escabí de la ciutat de Lieja va construir un primer pavelló i una torre. El seu fill, Carles de Mean, burgmestre de Lieja el 1641 va rebre el títol de comte de l'emperador Ferran III del Sacre Imperi Romanogermànic per als servicis rendits a l'imperi. El 1641, Joan Ernest de Mean, canonge a la catedral de Sant Lambert de Lieja va adquirir la senyoria de Saive i el Castell. El seu nebot, també anomenat Pere, va rebre'l en herència. Aquest darrer va reconstruir el pavelló per donar-li el seu aspecte actual.
Durant la Guerra dels Set Anys (1756-1763), un general anglès va sojornar al castell. El darrere príncep-bisbe del principat de Lieja, Francesc Antoni Maria de Méan hi va néixer el 1756. El 1794, la família de Méan va fugir a Alemanya i tant les tropes reals com les tropes revolucionàries van pillardejar el castell.
El 1800, la família Pirquet va adquirir-lo. De 1904 a 1912 va esdevenir una residència per a monges grans. Durant la Primera Guerra Mundial les tropes prussianes van requisar-lo. Entre les dues guerres els propietaris van llogar-lo. Durant la Segona Guerra Mundial l'exèrcit belga i després l'exèrcit americà van requisar-lo. Després de la guerra servira per a acollir persones desplaçades fins al 1961.
Després els propietaris que no reïxen pas de sortir d'indivisió, van descurar-lo el que explica el seu estat de ruïna. Els masovers de la masia castral fan el que poden per a mantenir-lo. El 1977, el govern belga va llistar el monument (les façanes, els teulats i la sala de ball), però la indivisió dels propietaris va impedir tota acció per a restaurar-lo. El 1986, el teulat de la torre occidental va esfondrar-se. A la desesperança dels aficionats del patrimoni, el govern való va desllistar el castell el 2002.

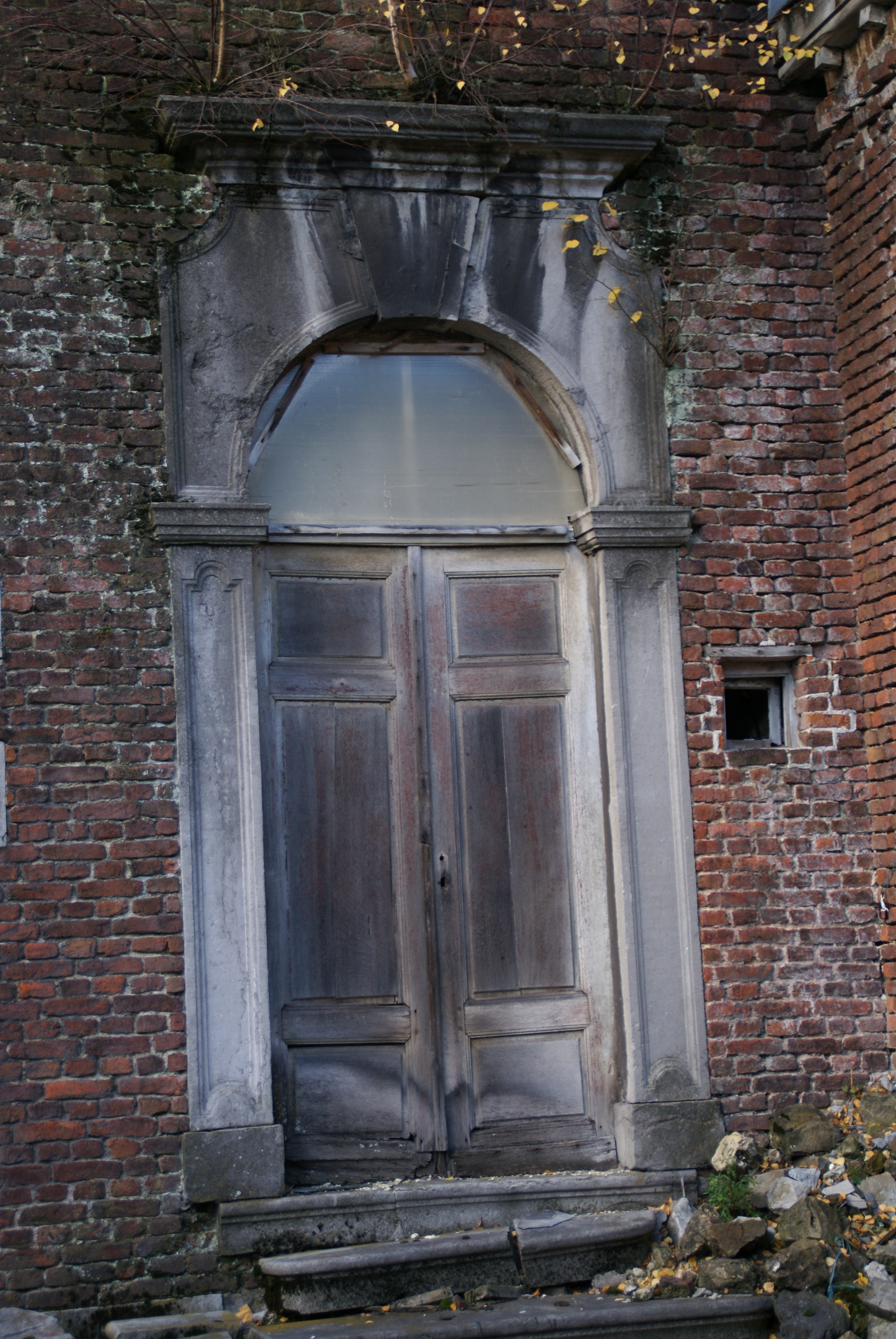
Detall de la porta vers el pati
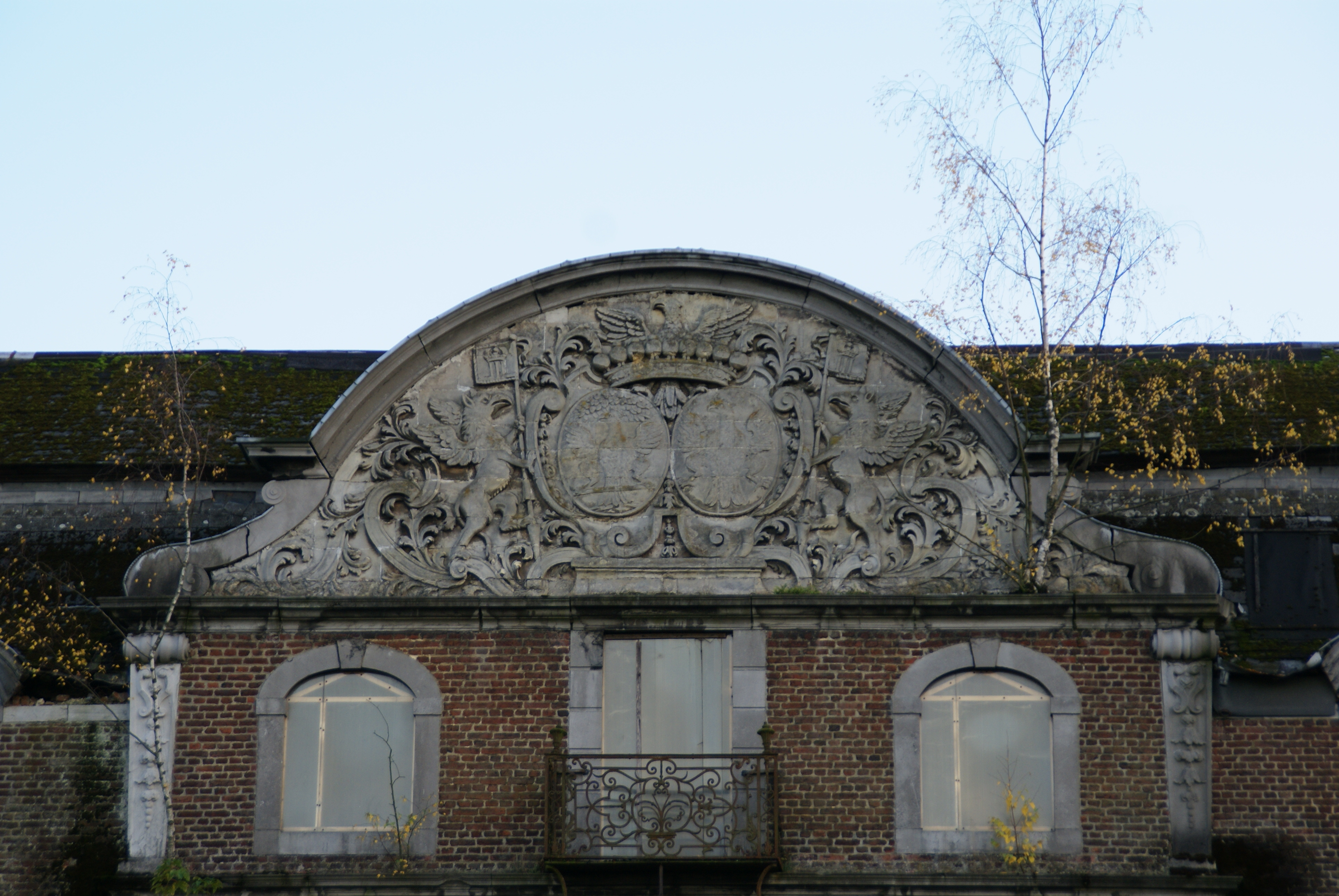
Frontó de la façana principal amb els escuts de Pere de Méan i de Helena Joana de Waha
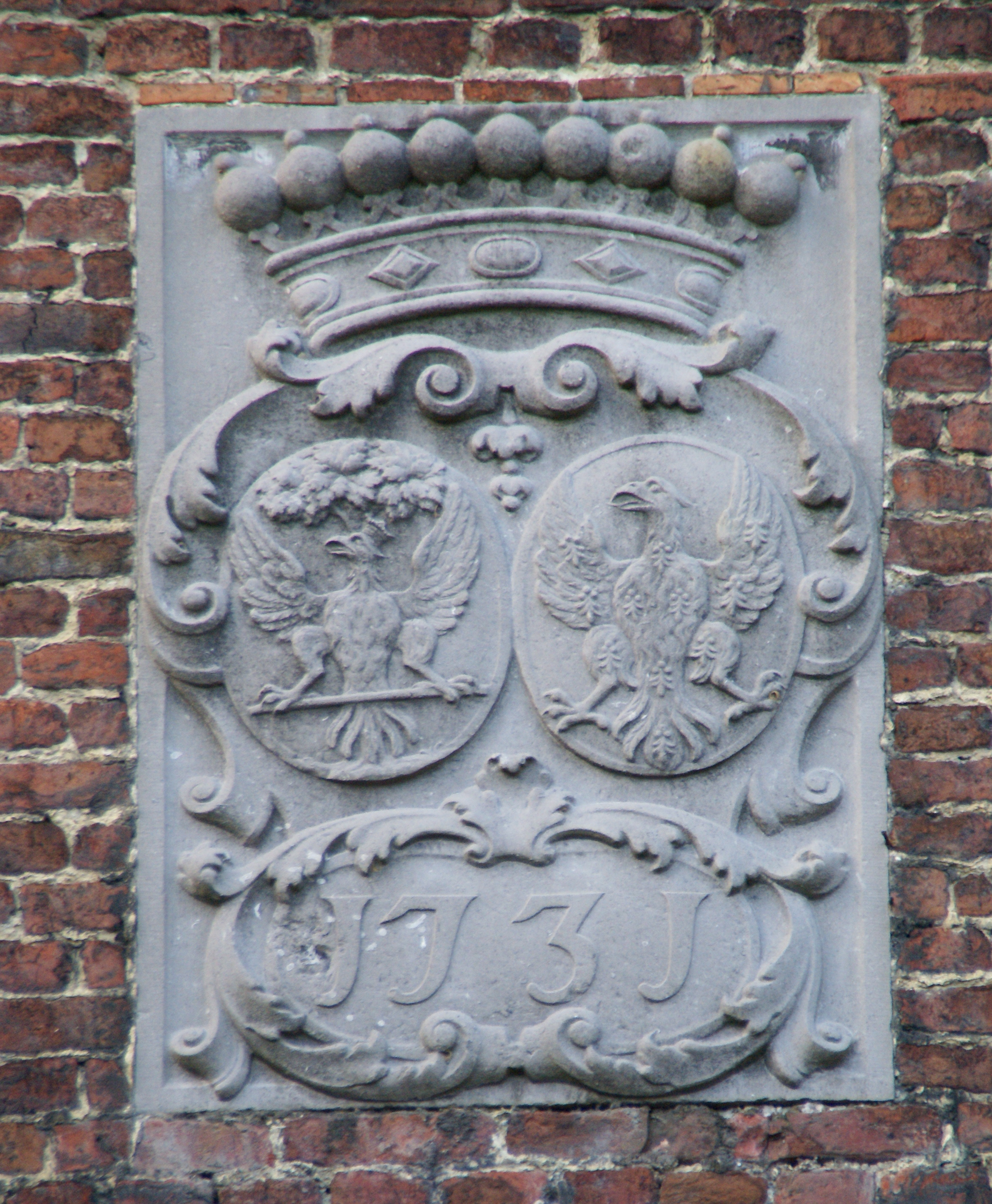
Els escuts de Pere de Méan i d'Helena Joana de Waha a la façana de darrere

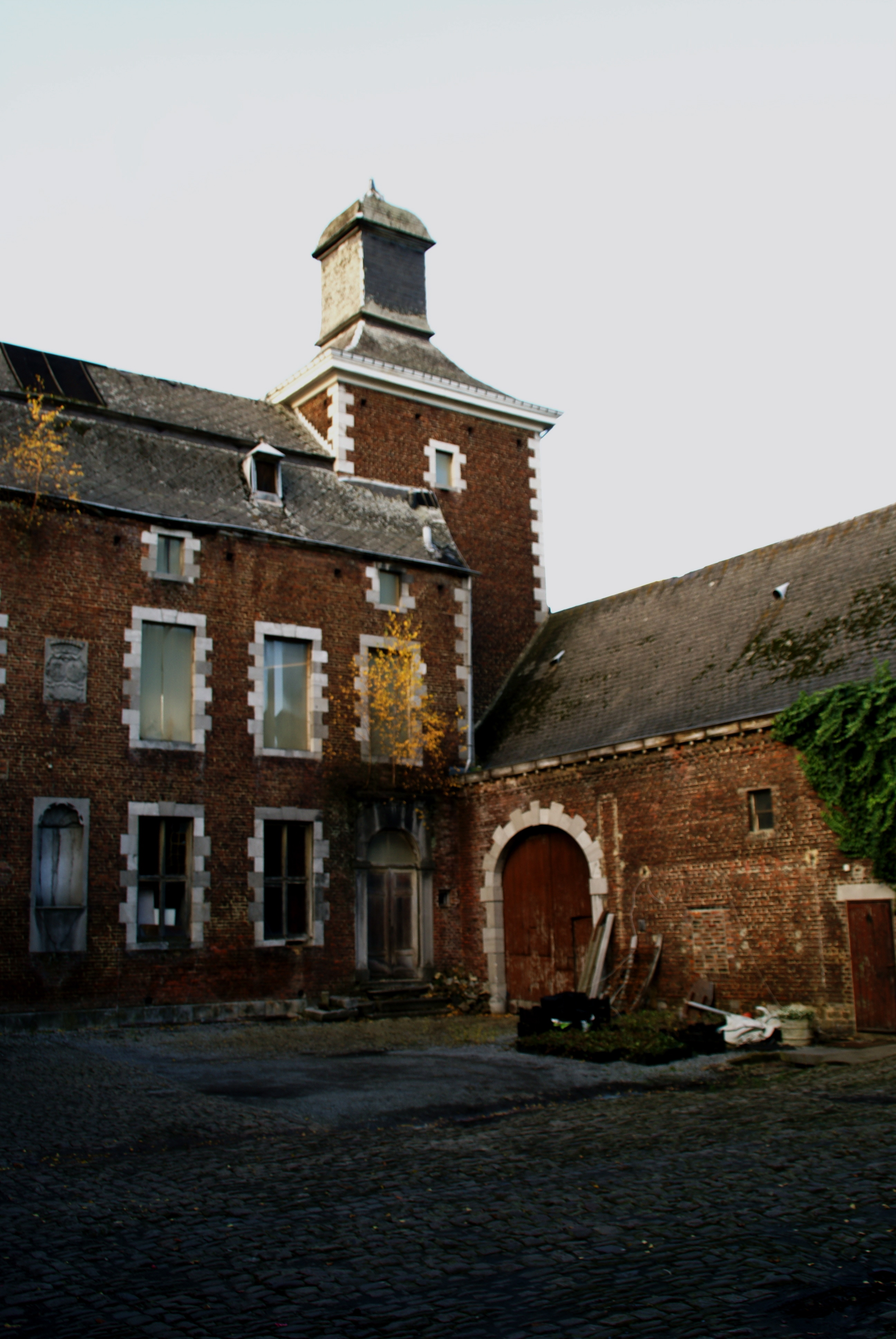
El pati
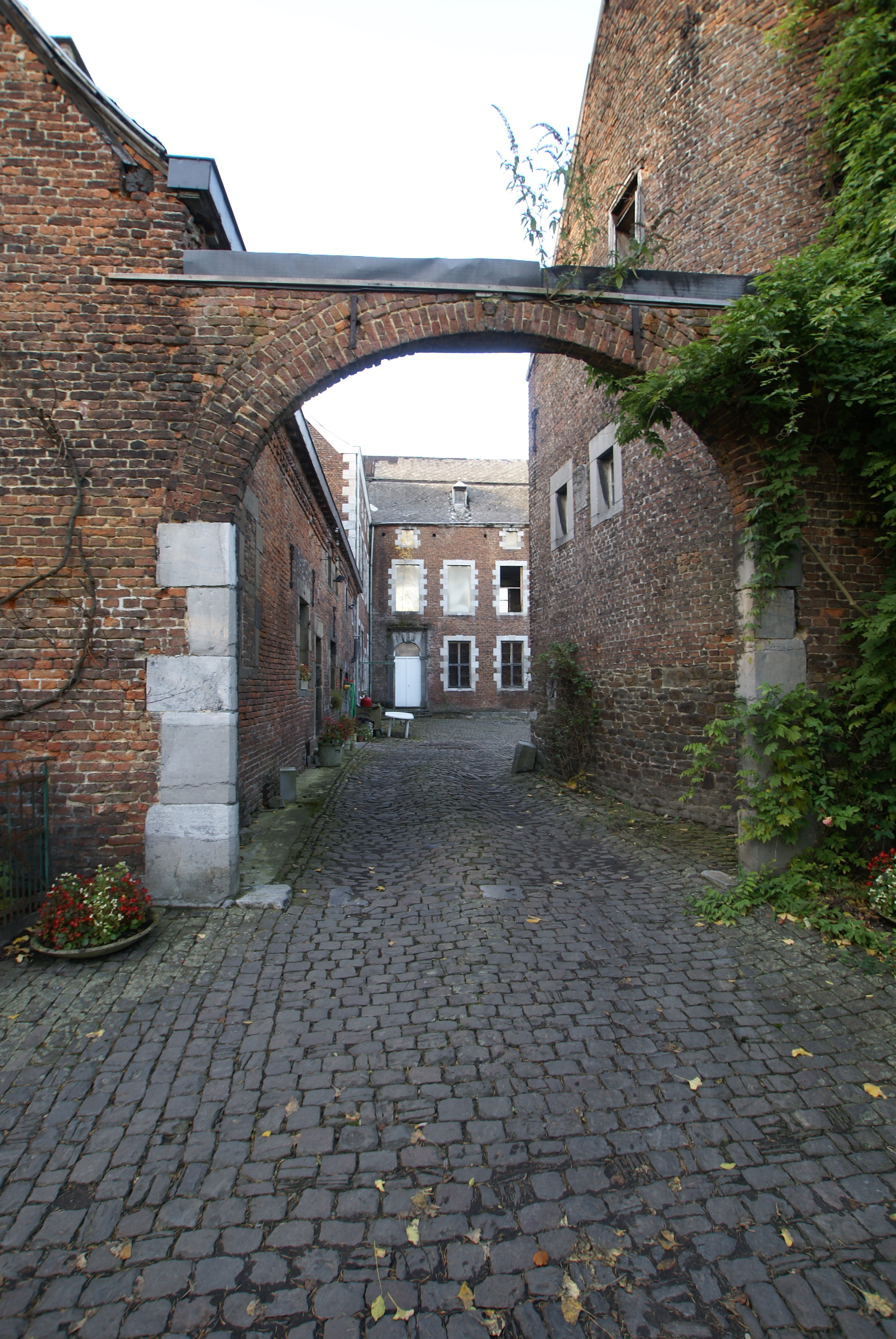
Entrada del pati
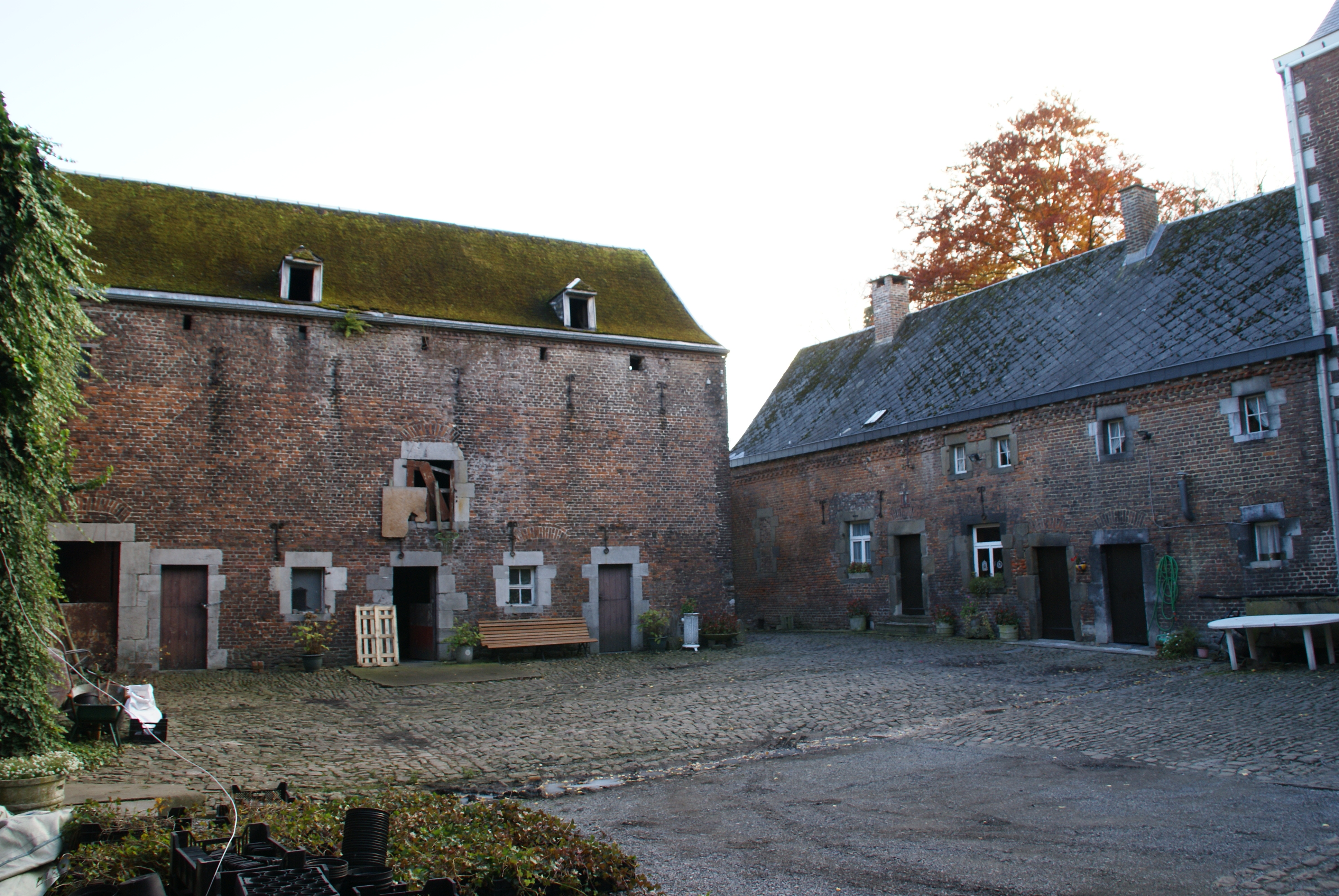
Masia castral